# BiCon

La BiCon (dont le nom complet est UK National Bisexual Convention ou UK National Bisexual Conference) est un rassemblement annuel de la communauté bisexuelle britannique qui a lieu depuis 1984. C'est l'un des plus anciens rassemblements de la communauté bisexuelle britannique.

## Histoire
Les origines de la BiCon remontent à une conférence intitulée « The Politics of Bisexuality », organisée en décembre 1984 au Factory Community Project à Londres, et qui rassembla une quarantaine de personnes. Une seconde conférence reprenant le même intitulée est organisée en avril 1985, toujours à Londres, au London Lesbian & Gay Center ; en octobre de la même année, une autre conférence sur ce modèle, « Bisexuality and the Politics of Sex », a lieu à Édimbourg au Pleasance Student Centre. Le concept d'une conférence tenant lieu de rassemblement national de bisexuels est ainsi lancée : en juillet 1986, une nouvelle conférence, baptisée « 4th National Bisexual Conference », a lieu à Londres au Mary Ward Center, et elle est suivie les deux années suivantes par deux conférences nationales bisexuelles, en 1987 à Édimbourg, puis en 1988 à Londres à la Hampstead Friends Meeting House. En 1988, la conférence attire désormais plus de 150 personnes.
À partir de 1989, l'événement annuel prend le nom de « BiCon ». La BiCon 7, qui a lieu du 26 au 30 août 1989, se déroule à Coventry, au Coventry Polytechnic ; pour la première fois, un hébergement est organisé pour les participants, dont le nombre dépasse les 200. Les BiCon suivantes se poursuivent à un rythme annuel, dans un lieu différent et avec une équipe d'organisateurs différente chaque année ; elles ont lieu entre fin août et début septembre. À partir de 1995, elles offrent chaque année des possibilités d'hébergement pour les visiteurs.